# جان اف. هارتویگ
جان اف. هارتویگ (انگلیسی: John F. Hartwig؛ زادهٔ 1964 (Elmhurst, IL)) شیمیدان اهل ایالات متحده آمریکا است. واکنش بوشوالد–هارت‌ویگ به افتخار وی نامگذاری شده است.